# Табанда
Табанда — горное пресноводное озеро в центральной части Якутии, в Момском районе (Индигирский наслег). Имеет ледниковое происхождение. Расположено в системе хребта Черского, в горной котловине между Чибагалахским и Козгинским хребтами (т.н. Табандинская впадина), к востоку от верхнего течения реки Чаркы. 
Площадь зеркала 11,2 км², площадь водосбора — 125 км². Длина озера 9,7 км, ширина достигает 1,7 км в северо-восточной части. Высота над уровнем моря — 1262 м.
Береговая линия умеренно изрезана. Берега высокие, безлесые, покрыты высокогорной тундрой и местами — кустарником. Горы высотой до 2470 м окружают водоём со всех сторон, кроме северо-востока, где вытекает река Табанда-Сяне (Табанда-Сиене), приток Чибагалаха, относящаяся к бассейну Индигирки. На юго-западе впадает горная речка Маралах. Острова отсутствуют. Ближайший населённый пункт — село Буор-Сысы, расположенное в 132 км к восток-северо-востоку.